# Саво Накићеновић
Саво Накићеновић (1882 — 1926) био је српски православни свештеник, географ, историчар и етнолог.

## Биографија
Прота Саво Накићеновић родио се 25. јануара 1882. године у Кутима код Херцег Новог, од оца Јована и мајке Љубице. Основну школу завршио је у родном месту, а класичну гимназију у Котору. Дипломирао је теолошке науке 1904. године у Задарској богословији. У септембру 1904. оженио се Вукосавом Новаковић из Книна. Истог месеца рукоположен је за свештеника од владике Герасима Петрановића. Првобитно је био парох у Сасовићима, а опслуживао је и парохију у свом родном месту Кути. Пролећа 1910. године, као већ истакнутог географа и етнолога, Јован Цвијић позива га на оснивачку скупштину Српског географског друштва, чији члан остаје до краја живота. Од 1911. парох је и учитељ у родном месту. За време Првог светског рата забрањено му је бављење научним радом. Краће време је провео у интернацији, а мучења којима је подвргнут озбиљно му нарушавају здравље. Био је иницијатор отварања гимназије у Херцег Новом, а од септембра 1919. у истој предаје историју, географију и калиграфију. Због преданог пастирског и научног рада одликован је 1924. године Орденом светог Саве. Исте године оболео је од парализе. Подносећи тешку болест, преминуо је 25. априла 1926. у 45. години живота.

## Научни рад
Почетком 1906. написао је антропогеографски спис „Опћине херцегновска, рисанска, перашка и Суторина“ који му је примила Српска краљевска академија, за етнографски зборник „Насеља српских земаља – расправе и грађа“.
Друго значајно дело јесте „Бока – антропогеографска студија“ објављено 1913. године у едицији Етнографског завода.
Од 1911. сарађивао је у листу „Српска зора“ из Дубровника. Исто тако сарађивао је и са Матицом српском која је постојала тих година, такође у Дубровнику. За потребе „Српске зоре“ урадио је студију о Херцег Новом. Међутим, овај рукопис није никад објављен. Сарађивао је и у српском културно-просветном друштву „Просвјета“ из Сарајева. Његова антропогеографска студија „Конавли“, која се веома допала Јовану Цвијићу, нестала је (у рукопису) из Српске краљевске академије, после Цвијићеве смрти.
У међувремену, радио је на студији Книнске крајине. Овај рад намеравао је да заврши 1924. године, али га је тешка болест спречила у томе. Српско културно друштво „Зора“ из Книна објавило је овај рад деведесетих година 20. века, а прештампавано је отада већ неколико пута.

### Важнији радови
- Накићеновић, Саво (1990). Книнска Крајина: Насеља и порекло становништва (1. изд.). Книн: Српско културно друштво Зора.
  - Накићеновић, Саво (1999). Книнска Крајина: Насеља и поријекло становништва (2. изд.). Београд: Никола Пашић.
    - Накићеновић, Саво (2004). Книнска Крајина (3. изд.). Београд: Никола Пашић.